# Sam Morsy
Samy Sayed Mekkay Saied Morsy (født 10. september 1991) er en engelsk-egyptisk professionel fodboldspiller, som spiller for EFL Championship-klubben Ipswich Town og Egyptens landshold.

## Klubkarriere

### Port Vale
Morsy spillede som ungdomsspiller i mange år hos sin lokalklub Wolverhampton Wanderers, men skiftede i 2008 til Port Vale. Han fik sin professionelle debut med klubben den 23. februar 2010 i en kamp imod Lincoln City. Han etablerede sig over de næste år som en fast mand på holdet.

### Chesterfield
Morsy skiftede i juni 2013 til Chesterfield. Han imponerede i sin debutsæson med klubben, da han var med til at klubben vandt League Two. Han blev ved sæsonens udgang kåret som årets spiller i klubben.

### Wigan Athletic
I januar 2016 blev Morsy solgt til Wigan Athletic. Efter at han hovedsageligt havde spillet som rotationsspiller i sin debutsæson, så blev han i 2016-17 sæsonen udlejet til Barnsley.
Morsy etablerede sig hos klubben efter han vendte tilbage fra leje. Han blev i august 2017 udnævnt som klubbens anfører. Han spillede som fast mand over de næste sæsoner, og blev i 2019-20 sæsonen kåret som årets spiller i klubben.

### Middlesbrough
Morsy skiftede i september 2020 til Middlesbrough.

### Ipswich Town
Efter en enkelt sæson med Middlesbrough, så skiftede Morsy i august 2021 til Ipswich Town. Få måneder senere i oktober blev han udnævnt som klubbens anfører.

## Landsholdskarriere
Morsy debuterede for Egyptens landshold den 30. august 2016 i en venskabskamp mod Guinea. Han repræsenterede sit land ved VM 2018 i Rusland.

## Privat
Morsy er født i Wolverhampton. Hans far kom til England fra Egypten som flygtning.

## Titler
Chesterfield
- Football League Two: 1 (2013-14)

Wigan Athletic
- EFL League One: 2 (2015-16, 2017-18)

Individuelle
- Port Vale Årets unge spiller: 1 (2010-11)
- Chesterfield Årets spiller: 1 (2013-14)
- Wigan Athletic Årets spiller: 1 (2019-20)
- PFA League One Årets hold: 1 (2022-23)